# Bearded Collie
El Bearded Collie és una raça de gos mitjà de pelatge llarg, que originalment va ser utilitzat en tasques de pasturatge. És originari d'Escòcia, on es va originar d'una raça de pastors hongaresos importats el 1514. Fa uns 500 anys, es deia que eren els antecessors del gossos polonesos que van ser abandonats a les costes d'Escòcia i aquest es van creuar amb pastors natius.
El Bearded Collie com el coneixem avui en dia es deu en part a G.Olive Willison, que en la dècada de 1940 va adquirir una femella Beardie anomenada Jeannie i després va trobar un company per ella anomenat Bailey, i el seu granja va modelar aquesta raça.

## Descripció de la raça
És un gos intel·ligent, fàcil d'ensinistrar i vivaç, i que no presenta signes de nerviosisme o agressivitat. És una bona mascota, amb bon tracte amb els nens. Té una proporció llarg/alt propera a 5/4, mesurant fins a la creu uns 55 cm. Pot ser de color gris, negre marró o groc, amb marques blanques o sense.
El seu pelatge necessita una cura especial, que inclogui raspallats i visites al perruquer. Mínim 3 cops per setmana s'ha de raspallar per evitar que el pèl s'enredi. S'ha de dir que es un gos que quasi no perd pèl.
Les orelles s'han de revisar sovint i netejar-se per evitar possibles otitis.
Mesures:Els mascles fan entre 53-56 cm i les femelles 51-53 cm.
Esperança de Vida: entre 14-15 anys.

## Temperament/ Caràcter
Aquest gos es un animal resistent, fort i té un caràcter decidit i segur. Actualment es un gos de companyia i exposició. Es molt fidel a les persones de la família i molt reservat amb els estranys, característica que el converteix en un bon gos guardià.
Aquest gos es pot adaptar a tot tipus d'ambient, incloent nuclis urbans, dintre de un pis pot estar a gust, mentre faci exercici molt exercici diari, seria necessari fer tres llargues passejades diàries.No es un gos per famílies sedentàries. Poden portar-se de meravella amb altres gossos, gats i mascotes diverses. Encara que sembli un gos molt independent, en realitat es un gos que necessita molt afecte i atenció constant. És un gos bonàs, afable i amb poques rareses.
Existeix un comportament innat en aquests gossos que pot ser molt molest, donat que els instints de pasturatge son molt forts, alguns gossos tendeixen a "guiar"a nens o mascotes, aquesta conducta es de base molt forat genètica i quan es presenta, no és possible eliminar-la però sí és possible canalitzar-la cap el herding(esport de pasturatge) o jocs planificats.

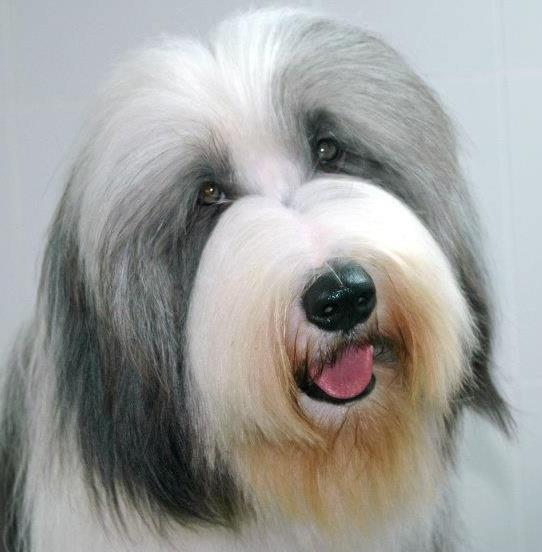